# هورنی بلودوویتسه
هورنی بلودوویتسه (به چکی: Horní Bludovice) یک منطقهٔ مسکونی در جمهوری چک است که در ناحیه کاروینا واقع شده‌است. هورنی بلودوویتسه ۸٫۹۹ کیلومتر مربع مساحت و ۲٬۰۹۹ نفر جمعیت دارد و ۲۸۰ متر بالاتر از سطح دریا واقع شده‌است.